# Фиалко, Израиль Ефимович
Израиль Ефимович Фиалко (3 декабря 1916, Киев — 26 мая 1985, Севастополь) — советский архитектор, художник, участник Великой Отечественной войны, награждён боевыми орденами. Работал над городской застройкой Сталинграда и Севастополя.

## Биография
Израиль Ефимович родился в городе Киеве 3 (9) декабря 1916 года в еврейской семье служащего Андрушовского сахарного завода Житомирской области. Вместе с сестрой Людмилой закончил 7-летнюю сельскую школу. С 1933 по 1935 годы обучался в Киевском авиационном техникуме ГВФ, который не смог закончить по состоянию здоровья. С 1936 по 1941 годы — Фиалко И. Е. студент Киевского государственного художественного института, обучался на архитектурном факультете.

### Великая Отечественная война
Призван в ряды РККА Молотовским РВК города Киева в 1941 году.
Мобилизован (12 июля 1941 года) в учебно-артиллерийский полк, дислоцированный в городе Чугуеве Харьковской области. В сентябре того же года был направлен в Военно-инженерную академию им. Куйбышева в Москве, ускоренный курс которой закончил в сентябре 1942 года. В октябре попал на Калининский фронт в 238 Карачаевской стрелковой дивизии, где воевал до конца войны сначала адъютантом, далее начальником штаба 409 отдельного саперного батальона, потом командиром этого батальона, а с 3 марта 1945 года и до конца войны дивизионным инженером.
За участие в боевых действиях удостоен наград: Орден Красной Звезды за наведение моста грузоподъёмностью 60 тонн через реку Проня 7 октября 1943 года. Орден Александра Невского за разминирование и бои по освобождению города Могилев. Выписка из наградного листа:
«Капитан Фиалко 26 июня 1944 года, получив задачу на форсирование реки Днепр в районе города Могилев, лично сам руководил устройством плотиков для переправы пехоты и плотов для переправы полковых грузов. Ввиду хорошей организации работ пехота, полковые грузы и тылы полков переправились через реку Днепр без потерь и в срок. Кроме того, силами одной роты саперов 27 июня 1944 года в районе города Могилев был построен мост грузоподъемностью 9 тонн. Противник простреливал все подступы к реке Днепр в этом районе ружейно-пулеметным и артиллерийско-минометным огнем. Благодаря умелому руководству, настойчивости, мужеству и храбрости капитана Фиалко мост через Днепр был построен в срок, буквально под носом противника. По построенному мосту переправились тылы дивизии, техника и другие части, которые с ходу овладели городом Могилев, успешно выполнив поставленную задачу».
К концу войны награждён ещё дважды — ордена Отечественной войны 2-й и 1-й степени соответственно за город Кнышин и крепость Осовец (август 1944 года), за овладением городом Данциг (март 1945 года).

### В Сталинграде
В декабре 1945 года майор Фиалко И. Е. был направлен в город Сталинград для восстановления его после почти полного разрушения. Здесь под руководством академика Симбирцева и в соавторстве с другими архитекторами он занимался непосредственным проектированием нового генерального плана, восстановлением и реконструкцией уцелевших зданий. По его проектам и в соавторстве с другими архитекторами были построены жилые комплексы на улицах Мира, Чуйкова, на проспекте Ленина. Возведены Центральный стадион, дворец культуры алюминиевого комбината. Были реконструированы театр музыкальной комедии и другие здания. В конце 1940-х начале 1950-х годах была создана в соавторстве с архитекторами В. Симбирцевым, Э. Богод, В. Макаренко Центральная набережная города, которая входит в учебники по градостроительству.
В эти годы Фиалко И. Е. возглавлял институт «Волгоградгражданпроект», был на протяжении 10 лет председателем Сталинградского отделения Союза архитекторов. В 1960 году был назначен главным архитектором для участия в проектировании и строительстве памятника на Мамаевом кургане.

### В Севастополе
В 1963 году И. Е. Фиалко переезжает в Севастополь, где он стал главным архитектором Симферопольского филиала института «Гипроград». В течение 1964—1969 годах он был также председателем Севастопольской организации Союза архитекторов СССР. В его творческой мастерской учился архитектор Георгий Кузьминский. По его проектам в городе были построены микрорайоны жилых домов Стрелецкой бухты, улиц Летчиков и Вакуленчука, гостиницы «Интурист» и «Крым», здание судостроительного техникума, 7-этажный терапевтический корпус первой городской больницы и другие здания. По его проектам был сооружен Мемориал в честь героической обороны Севастополя в 1941—1942 годах. Был заложен Парк Победы, завершить работу над которым помешала смерть архитектора.
Умер 26 мая 1985 года. Похоронен в Севастополе.

## Известные проекты
- Центральная набережная в Сталинграде[2]
- Центральный стадион Волгограда (1962),
- гостиница «Турист» на Северной стороне города Севастополя,
- здание Севастопольской городской государственной администрации,
- Мемориал в честь героев второй обороны Севастополя 1941—1942 годов на площади Нахимова — вместе с Вячеславом Яковлевым (1967),
- Кинотеатр «Россия» на площади 50-летия СССР в Севастополе (1975)[3],
- спортивный комплекс в Загородной балке,
- парк «Победа» (1975—1985),
- Дом политпросвещения,
- жилые комплексы в Севастополе,
- соавтор проекта гостиницы «Крым».

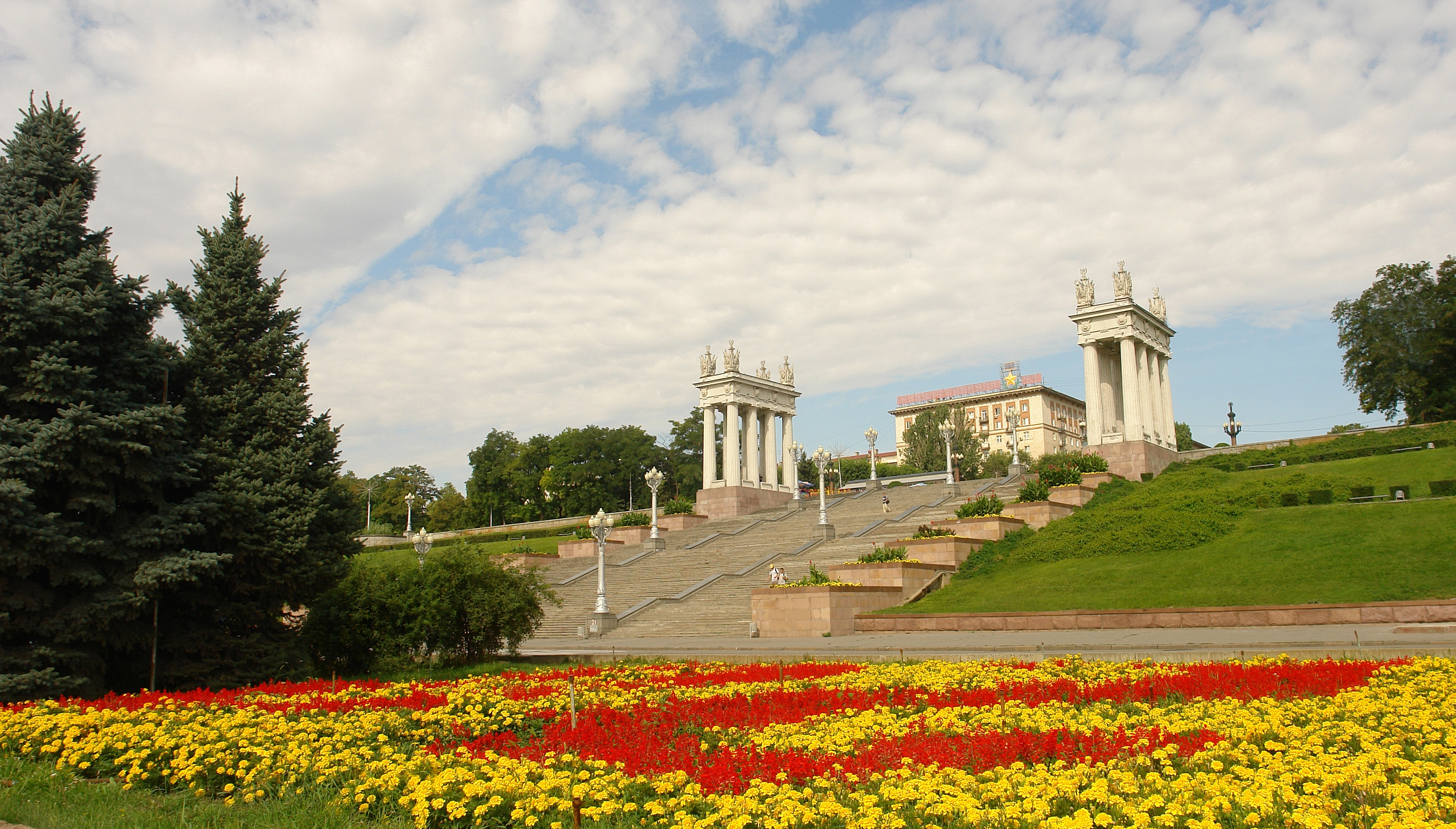
Центральная набережная Волгограда. Совместно с архитекторами В. Симбирцевым, Э. Богод, В. Макаренко
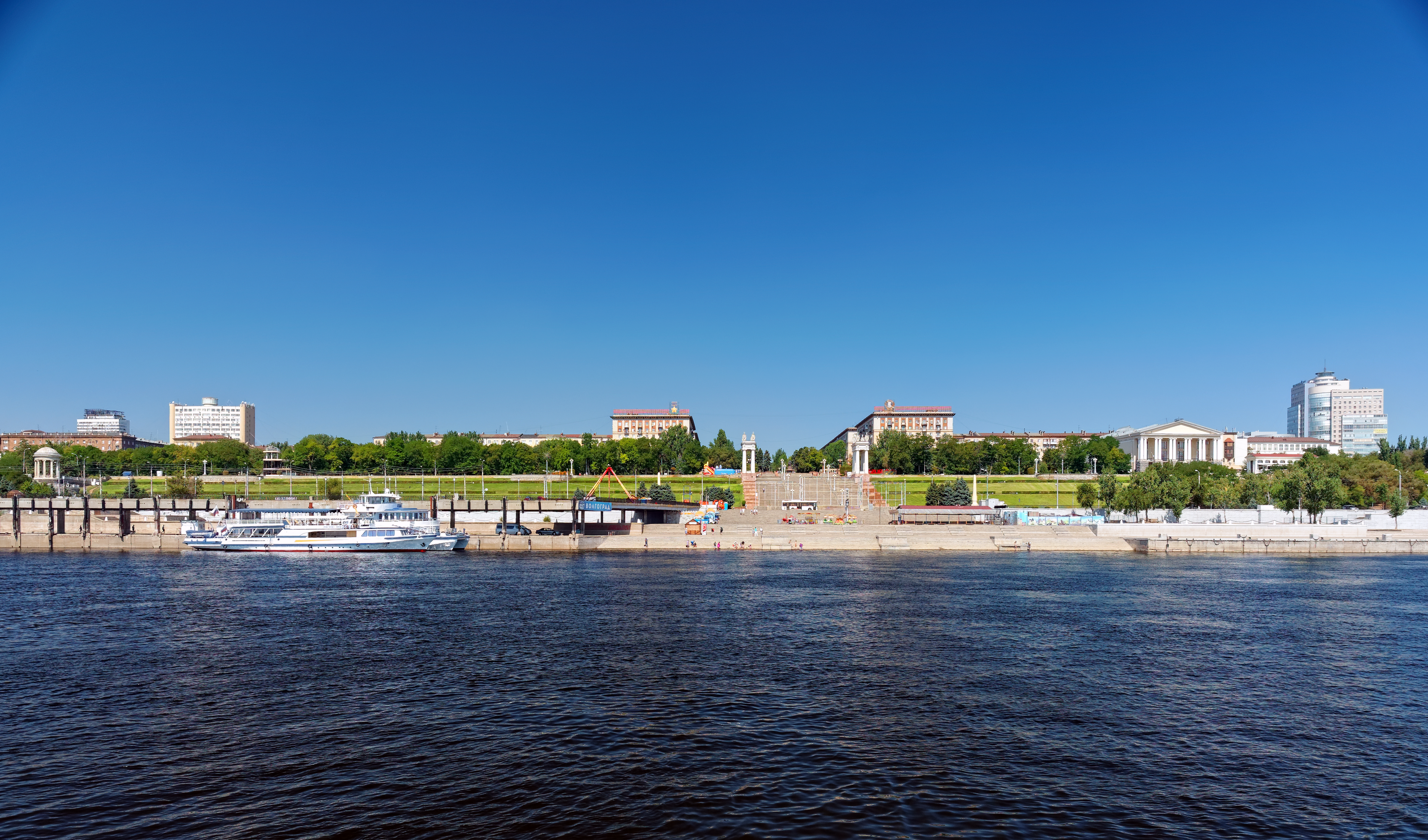
Вид на набережную с Волги
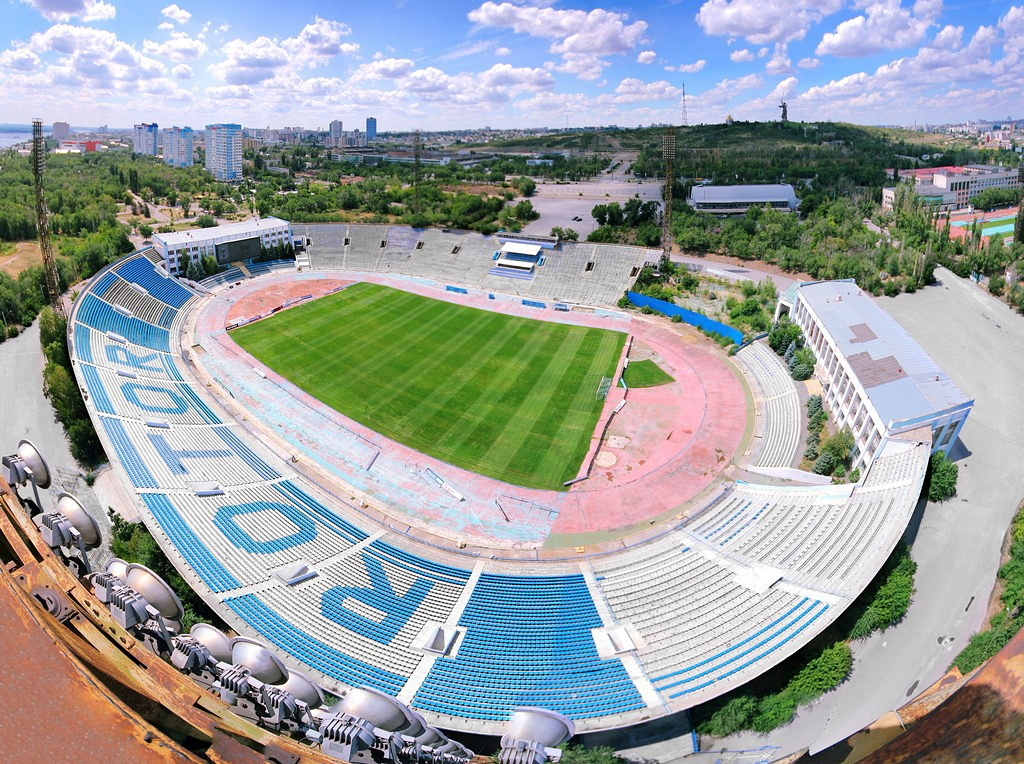
Центральный стадион Волгограда (1962)
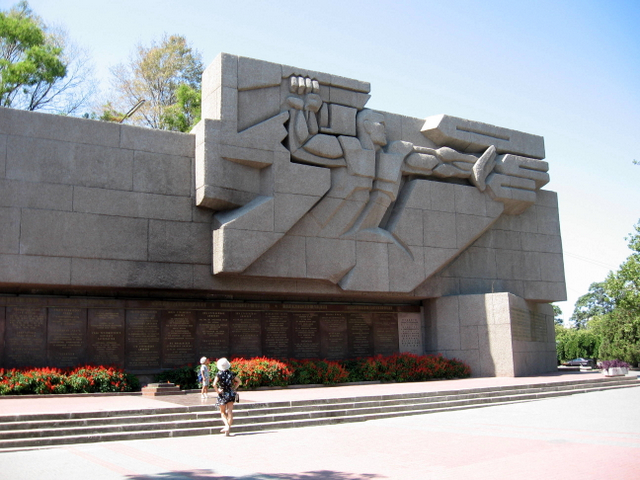
Мемориал в честь героев второй обороны Севастополя. Барельеф воина (совместно со скульптором В. Яковлевым)
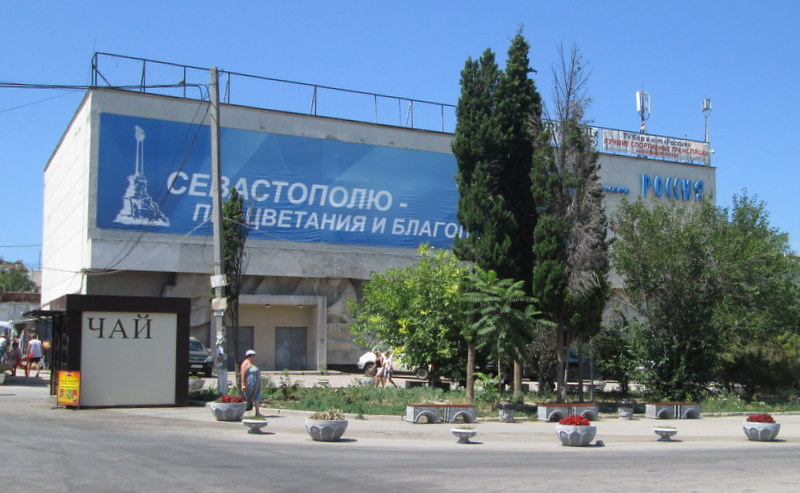
Широкоэкранный кинотеатр Россия. Площадь 50-летия СССР в Севастополе

## Награды
Имеет следующие награды:
- Орден Красной Звезды за наведение переправы через реку Проня под огнём противника в октябре 1943 года.
- Орден Александра Невского (10.07.1944) за форсирование реки Днепр в районе Могилёва[4].
- Орден Отечественной войны II степени за разминирование при взятии Осовца.
- Орден Отечественной войны I степени (1945) за форсирование водных рубежей при взятии Данцига.
- Орден Отечественной войны I степени (1985) к 40-летию Победы.